# Calculadora humana
Les calculadores humanes són les persones dels equips de treball dedicats a realitzar càlculs. Van tenir una alta demanda en centres de recerca com el CERN abans de l'arribada de les calculadores electròniques o els ordinadors. Fins que no van aparèixer els primers ordinadors capaços de realitzar càlculs d'una gran complexitat de manera autònoma, el terme “computadora” s'utilitzava per a referir-se a persones.
De vegades, s'anomena així també les persones que tenen una habilitat prodigiosa en alguna àrea del càlcul mental, com la multiplicació o factorització de nombres molt grans. N'hi ha alguns, com és el cas de certs autistes, que tenen una gran habilitat en una àrea molt determinada del cervell i en canvi un desenvolupament mental deficient en altres àrees. Però la majoria són simplement prodigis que han desenvolupat aquesta avançada habilitat per al càlcul. Alguns són experimentats matemàtics, lingüistes, escriptors, etc.
En José de Mendoza y Ríos, mentre redactava la darrera edició de les seves famoses taules lunars, va escriure una carta al general amic seu Espinosa y Tello el 1815 (deu mesos abans de suïcidar-se), en què deia textualment: "...tinc entre mans treballs de tal envergadura que no m'hi donen abast dos computadors, agafaré quatre o cinc computadors més quan torni a Londres...".
Michael O'Boyle, un psicòleg nord-americà que treballa a Austràlia, ha utilitzat recentment la ressonància magnètica per a escanejar el flux de sang durant operacions mentals en "gent prodigi" i en mostra resultats sorprenents. Aquestes persones aconsegueixen un flux de sang de sis a set vegades el flux típic en les parts del cervell responsables de les operacions matemàtiques.
En ciència-ficció, les calculadores humanes també tenen el seu espai. En Dune, éssers calculadors especialment entrenats anomenats mentats han substituït completament els ordinadors.

## La crisi del calculador
Fins abans de l'aparició de les màquines calculadores, el calculador no era només una persona amb habilitat que provocava admiració en els teatres de varietats, sinó que eren contractats per empreses en les quals s'havien de fer ràpidament càlculs precisos; eren contractats en els governs, en les empreses de transports de càrrega, pels mercats i per ajudar en la comptabilitat.
La utilització massiva de màquines d'ajuda de càlcul, va relegar als calculadors a un camp molt reduït, el de la fascinació i la pràctica de jocs d'habilitat aritmètica o numèrica, com els escacs i diversos jocs de cartes.
En l'actualitat els casinos prohibeixen, als calculadors reconeguts, l'accés a les taules de joc.

## La NASA (National Aeronautics and Space Administration)

### Context
L'any 1955 aproximadament, els Estats Units va entrar en una mena de carrera amb la Unió Soviètica, per veure qui podia arribar abans a l'espai. Això es coneix literalment amb el nom de “cursa espacial”, que va tindre una durada aproximada d'uns 20 anys. Va ser llavors quan, al laboratori de la NASA, situat a Langley, a Hampton (Virginia), van començar a reclutar milers de dones que realitzarien la feina de computadores.

### El seu paper dins de la NASA
Aquestes dones van ser escollides per la seva intel·ligència, i tenien el paper de realitzar, únicament amb l'ajuda d'un llapis, tots els càlculs i equacions necessàries per poder enviar de manera segura als astronautes a l'espai. I cal mencionar que, va ser durant els primers anys en què es va començar a planejar aquest projecte, que les calculadores no podien realitzar tants càlculs com les d'avui dia, i tenien la mida d'uns quants armaris junts, a part que costaven uns 80.000 dòlars. Un exemple d'aquestes calculadores seria la IBM 608, la qual va ser anunciada a l'abril del 1955, però va ser llançada al desembre de l'any 1957.
Van ser instal·lades en una oficina del complex, i van veure des d'un primer moment que, les dones, eren realment eficaces per a l'execució d'aquesta professió, a causa de la seva precisió, paciència, y també meticulositat. Va ser per aquest motiu que van començar a incorporar a moltes altres.
Tot i així, la feina de les computadores es va veure sobre tot en auge l'any 1941, que va ser quan la Guerra Mundial estava en plena bullició a Europa, i, el president dels Estats Units del moment, Franklin Roosevelt, per poder garantir el potencial de les seves forces armades, va aprovar l'Ordre Executiva 8802, que prohibia la "discriminació en la contractació de treballadors per a la indústria de defensa i governamental per qüestions de raça, credo, color o origen".
Sis mesos després, i després de l'atac a Pearl Harbor i l'entrada dels Estats Units en el conflicte, la NACA (National Advisory Committee for Aeronautics) va començar una campanya massiva de reclutament de dones que tinguessin una formació universitària en matemàtiques o ciències. Per primera vegada, també es considerava a candidates afroamericanes per fer aquest treball.
Per a elles es va construir l'anomenada West Area, que albergava les sales d'ordinadors de color i on comptaven amb lavabos i menjador propi. D'aquesta manera es mantenien separades dels seus companys i companyes blanques, en un temps en què la segregació racial era la norma tant en l'Administració nord-americana com a l'estat de Virginia. De fet, moltes de les computadores blanques ignoraven l'existència del les seves companyes negres, fins al moment en què, per necessitats de servei, algunes d'elles havien de col·laborar, cosa que es feia de forma cordial.
En realitat, i tal com recorden les pròpies protagonistes, aquest clima de cordialitat s'estenia a tot el laboratori, amb enginyers, tècnics i matemàtics treballant braç a braç sense atendre qüestions de raça ni sexe. El que va convertir a Langley en un puntal de la lluita contra la discriminació de gènere i racial. Però, això si, també cal dir que les dones afroamericanes no tenien les mateixes condicions laborals que els seus companys homes de feina, i això incloïa també els seus salaris, els quals estaven molt per sota que els d'ells. Per tant, mentre els homes eren contractats com junior engineers, elles eren computers, una categoria subprofesional.
Tot i així, aquest treball suposava una gran oportunitat per aquestes dones negres, de conseguir una carrera professional estable, relacionada amb els camps de la ciència i les matemàtiques, és a dir, més enllà de la docència en escoles. I, a més a més, representava una porta d'accés important al món de la indústria aeronàutica i astronàutica.
Anys més tard, a Langley, es van començar a introduir els primers ordinadors per calcular les trajectòries dels vols espacials, i moltes de les computadores van tornar al seu espai de treball com a programadores, a més d'encarregar-se de revisar i comprovar els càlculs efectuats per les màquines.
Una altra decisió pionera que van prendre va ser el fet d'implantar mesures de conciliació entre la vida professional i laboral, per permetre que aquestes dones poguessin continuar la seva carrera, fins i tot després de fundar una família. Així, al setembre de 1943, s'inaugurava la guarderia per a fills d'empleades de centre.

### En què consistia el seu treball
El treball de les computadores de Langley consistia a recopilar i processar les dades obtingudes en els experiments, fer els càlculs corresponents i representar els resultats en gràfiques, per alliberar així als enginyers d'aquestes tasques i que centressin la seva atenció en altres aspectes de la investigació. Tot això ho feien a mà, amb l'única ajuda d'un llapis, unes regles de càlcul, i primitives calculadores, que, en els millors dels casos, arribaven a fer arrels quadrades.
Algunes de les tasques que realitzaven eren; calcular la compressibilitat i les variacions de densitat de l'aire, la distribució de pressions, la influència de la mida, la superfície i la forma de les ales. També calculaven trajectòries, vibracions i equilibri.
Per tant, aquestes dones van participar en nombrosos projectes, entre ells, calcular les trajectòries de la missió Mercury Atlas 6, del Apolo 11 i del Apolo 13. Però no únicament això, sinó que també van ajudar a construir coets, a dissenyar combustibles i antenes de comunicació per als astronautes.

### Pel·lícula"Figures Ocultes"
La historia d'aquest grup de dones, però més concretament, de tres de elles, va sortir a la llum gràcies a la publicació del llibre Figures Ocultes, escrit per Margot Lee Shetterly, i del qual, posteriorment, es va fer una pel·lícula anomenada de la mateixa manera. Aquesta pel·lícula va ser dirigida per Theodore Melfi, i, tal com s'ha comentat abans, es tracta d'una pel·lícula biogràfica, que, ens explica com va ser la vida de tres d'aquests genis; Katherine Johnson (interpretada per Taraji P. Henson), Dorothy Vaughan (interpretada per la guanyadora d'un Oscar gràcies a la pel·lícula The Help, Octavia Spencer) i Mary Jackson (Janelle Monáe), treballadora de Langley i la primera dona de color en convertir-se en enginyera aeronàutica de la NASA. Per la manera de pensar de l'època, normalment aquestes dones passaven uns pocs anys treballant fins haver de casar-se o tenir fills. D'altres, van aconseguir començar a trencar aquest rol de computadora humana per passar a treballar en projectes específics. En la mateixa pel·lícula i, com s'explica al seu corresponent llibre, el nom amb el que es coneixia aquestes dones afrounidenques era "computadores de l'ala oest", on s'agrupaven les dones de color, considerades inferiors pel racisme de l'època.
Segons escriu Shetterly al seu llibre "Les dones se sentien iguals en l'oficina; però, a la cafeteria i als lavabos, dissenyats a part per ús exclusiu de gent de color, els cartells eren un recordatori de que dins de la meritocràcia dels Estats Units, uns eren més iguals que d'altres".

## La geni darrere els càlculs

### Katherine Coleman G. Johnson
Aquesta va ser la que va rebre més reconeixements de totes les computadores que van treballar per la NASA, incloent-hi tant a les negres com a les blanques.
L'any 2015, va rebre la Medalla Presidencial de la Llibertat, lliurada a mans del president dels Estats Units d'aquell moment, Barack Obama. Li van atorgar aquesta medalla per fer una reconeixement per tot el treball que va realitzar durant els anys que va estar a la NASA.  

#### Infància
Katherine Johnson, va néixer el 26 d'agost de 1918 a White Sulphur Springs, Virginia, Estats Units, i va morir el 24 de febrer de l'any 2020.
Ja des de molt petita va demostrar que tenia un gran talent pels números, però, com que a algunes escoles de l'època, no estava permès que els afroamericans passessin del vuitè grau, els seus pares, decidits en que Katherine tingués la millor educació possible, van mudar-se a Institute, on hi havia el West Virginia Colored Institute, només per afroamericans.

#### Joventut
Un cop va acabar els estudis de la secundària,  va anar a estudiar al West Virginia State College, on va aconseguir els seus graus en Matemàtiques i Francès a l'edat de 18 anys. Durant els seus anys d'estudi, va tenir el suport de diversos professors, entre ells la química i matemàtica Angie Turner King i el matemàtic W.W. Schiefflelin Claytor, el tercer afroamericà a obtenir un doctorat als Estats Units. El professor Claytor va veure semblant potencial en Katherine que va crear assignatures de geometria analítica i aeronàutica específicament per a ella.

#### Treballs
Va treballar primer com a professora de matemàtiques, música i francès, a Marion (Virginia).
Després, va arribar-li la noticia de que, el NACA (National Advisory Committee for Aeronautics), que més tard es convertiria en la NASA (National Aeronautics and Space Administration), buscava dones afroamericanes per realitzar treballs al Departament de Guia i Navegació, i es va apuntar. Van donar-li el treball l'any 1953.
Al principi, quan va arribar, va entrar a l'equip de les computadores humanes de l'ala oest (West Area Computers), el qual estava supervisat per Dorothy Vaughan (matemàtica de la qual també parla el llibre). I, anys més tard, van adjudicar-la per anar a treballar a la Divisió d'Investigació de Vol de Langley. Allà va calcular el 1959, la trajectòria del vol espacial d'Alan Shepard, el primer nord-americà que va viatjar a l'espai, i el 1961, la finestra de llançament del Projecte Mercury, el primer programa espacial tripulat dels Estats Units.
A l'any següent, al 1962, quan la NASA va començar a utilitzar computadores electròniques, com el IBM 7090, per calcular l'òrbita al voltant de la Terra de l'astronauta, John Glenn, a qui li van mostrar aquests càlculs, va demanar específicament que fos Katherine Johnson qui verifiqués aquells resultats, i va dir: "Si ella diu que estan bé, estaré a punt per enlairar-me".
Katherine Johnson va comprobar els càlculs fets per la máquina, i la exactitud d'aquests va servir per augmentar la confiança en les noves tecnologies de computació.
Però, la seva major contribució al programa espacial -segons ha reconegut ella mateixa- va ser el seu treball en la missió Apol·lo 11, la primera que va aconseguir portar a un home a la Lluna. En aquest projecte va calcular el moment precís en què la sonda havia d'abandonar la superfície lunar perquè arribés just a temps i es pogués enganxar al mòdul de servei.
A més, les seves equacions i nombres es van aplicar durant la crisi de l'Apol·lo 13 en 1971, quan una explosió inesperada a la nau va impossibilitar que els seus tripulants poguessin fer servir l'ordinador de bord. Una vegada que la missió va ser avortada, les seves propostes per als procediments i cartes de navegació van ajudar, al costat de la perícia i la preparació dels astronautes, perquè poguessin tornar sans i estalvis a la Terra.